# Нуси
Нуси — село в Хунзахском районе Дагестана. Входит в состав сельского поселения Ободинский сельсовет.

## Географическое положение
Анклав Хунзахского района. Расположено на территории Бабаюртовского района, на канале Муртузали-Шабур. Ближайший населённый пункт — село Камбулат расположено в 4 км к северу. Уличная сеть не развита.

## История
Указом ПВС ДАССР от 23.02.1972 года на территории Кизилюртовского района, на землях закрепленных за колхозом им. Ленина зарегистрирован новый населённый пункт Нуси и переданы в подчинение Ободинского сельсовета.

## Население
| 1989 | 2002 | 2010 | 2021 |
| ---- | ---- | ---- | ---- |
| 61   | ↗103 | ↘60  | ↘30  |

По данным Всероссийской переписи населения 2010 года — моноэтничное аварское село.